# Liliane Gaschet
Liliane Gaschet (Francia, 16 de marzo de 1962) es una atleta francesa retirada especializada en la prueba de 4 × 100 m, en la que ha conseguido ser medallista de bronce europea en 1982.

## Carrera deportiva
En el Campeonato Europeo de Atletismo de 1982 ganó la medalla de bronce en los relevos 4x100 metros, con un tiempo de 42.69 segundos, llegando a meta tras Alemania del Este y Reino Unido (plata).